# Cheb Douzi
Abdelhafid Douzi (Oujda, 30 april 1985) is een Marokkaans zanger, bekend onder het pseudoniem Cheb Douzi.
Zijn vader is Marokkaans, terwijl zijn moeder Algerijns is. Zijn oudere broer Abdelkader, een muzikant, moedigde hem aan om de muziekwereld te betreden. Hij hielp hem met het schrijven en componeren van het nummer "La Lel Harb". 
In 1994 bracht hij zijn eerste album "Goulou Loumimti Tjini" uit. Het album was een succes en stond acht weken lang op de eerste positie van de hit lijsten van het Franse BEUR Radio. In 1997 werd hij officieel uitgenodigd als eregast in 'Studio 5', een show op RTM. In dat zelfde jaar nam hij deel aan het Saidia Beach Festival en won de prijs van de beste jonge opkomende kunstenaar. 
In 1998 bracht hij zijn eerste videoclip uit, "Rouahi Lia" (Kom terug). Zowel de single als de videoclip waren succesvol. In 2003 emigreerde hij met zijn familie naar België voor zijn studie en om een professionele carrière op te starten. 
Naast muziek is Douzi actief als activist tegen racisme.